# Мухаммад ибн Исмаил ад-Дарази
Абу́ Абдулла́х Муха́ммад ибн Исмаи́л ад-Дарази́ (араб. أبو عبد الله محمد ابن إسماعيل الدرزي‎), также известен как Наштаки́н ад-Дарази (араб. نشتكين الدرزي‎; ум. ок. 1019—1020) — один из основателей и эпоним религии друзов. Иноверцы называют друзов так именно по имени Дарази. Сами друзы нередко негативно относятся к личности Дарази и слово «друзы», как самоназвание не употребляют (часто воспринимают его, как оскорбительное). Они используют в отношении себя слово «муваххидун» (араб. موحدون‎), которое может быть переведено как «единобожники», а может быть переведено как «объединившиеся».

## Биография
Ад-Дарази был тюрком или персом по происхождению, родился в Бухаре (совр. Узбекистан). Из-за того, что арабское письмо является консонантным, возможно несколько прочтений его нисбы (араб. الدرزي‎): ад-Дарази, ад-Дурзи, ад-Дурузи.
Согласно аз-Забиди, нисба «ад-Дарази» восходит к некоему Даразе и его сыновьям (араб. أولاد درزة‎), которые были портными и ткачами. По профессии, скорее всего, был портным, однако рано стал профессиональным исмаилитским проповедником, агентом фатимидских спецслужб, был привлечен к службе при фатимидском дворе в Каире во времена халифа Аль-Хакима. Сам халиф аль-Хаким «и его ближайший друг, философ ад-Дарази, проводили ночи, практикуя странные ритуалы на каирских холмах…». Известно, что Дарази прозывался «Меч Веры» и «Господин указующих (на прямой путь)». Привлек значительное количество новых членов в прото-друзскую общину в Каире, однако друзские источники утверждают, что Дарази в своих проповедях применял морально недопустимые методы[какие?] привлечения новых верующих.
Вероятно (но строго не доказано), что Дарази сыграл решающую роль в оформлении идеологии реформ аль-Хакима, проведении этих самых реформ в период самых радикальных мер и в уничтожении оппозиции реформам, по меньшей мере, в области внешней политики, пропаганды исмаилизма за рубежом, а также управления завоеванными Фатимидами провинциями.
На первом этапе Дарази поддержал аль-Хакима, нанося удар по традиционным христианским конфессиям и поддерживая оппозиционные христианские церкви и еврейскую общину, играя на имущественных конфликтах между христианскими конфессиями.
Другим руководителем прото-друзской общины был Хамза ибн Али ибн Ахмад. По версии друзов, Хамза сильно расходился во взглядах с Дарази и фактически был его оппонентом. Наконец есть распространенная в кругах, близких к друзским шейхам, версия, что Дарази был учеником Хамзы, исказившем волю и мысли своего учителя. Однако антидрузские источники утверждают, что, наоборот, Хамза был учеником Дарази.
Хамза ибн Али писал в своем «Послании о цели и добром наставлении»:

…Так же и ад-Дарази, который назвал себя сперва «Мечом Веры» (араб. сайф аль-иман), когда же его стали порицать за это, и объяснили ему, что это абсурд и ложь, потому что вера (иман) не нуждается в мече, который будет ему помогать, но верующие нуждаются в силе меча и мощи, он отказался от этого имени, и прибавилось в нём неповиновения, стали ясными противоречия в его делах, и прозвал он себя языческим именем и сказал: «Я Господин указующих», то есть «я лучше Имама аль-Махди»
Оригинальный текст (ар.)حمزة في (رسالة الغاية والنصيحة) إذ يقول: (وكذلك الدرزي سمى نفسه في الأول بسيف الإِيمان، فلما أنكرت عليه ذلك وبينت له أن هذا الاسم محال وكذب، لأن الإِيمان لا يحتاج إلى سيف يعينه، بل المؤمنون محتاجون إلى قوة السيف وإعزازه، فلم يرجع عن ذلك الاسم وزاد عصيانه، وأظهر فعل الضدية في شأنه، وتسمى باسم الشرك وقال: أنا سيد الهادين، يعني أنا خير من إمامي الهادي)

Дарази попал в опалу после того, как в 407 году хиджры (1016 год) провозгласил аль-Хакима инкарнацией бога. По одной из версии он бежал в Ливан, где начал проповедовать учение о божественности аль-Хакима, по другой — был казнен. По версии, восходящей к друзским источникам Дарази, попав в опалу, возглавил уличные беспорядки в Каире в районе соборной мечети Райдан, направленные против Хамзы ибн Али, в ходе которых и погиб в первый день 409 года хиджры (1018 год). Также существуют версии о смерти в 1019 и 1020 году.

## Религиозные убеждения
После прибытия в Египет и начала служения у халифа аль-Хакима, ад-Дарази написал ему книгу, в которой говорится о том, что душа Адама переселялась в предков халифа, пока, наконец, не вселилась в него. Ад-Дарази в своих трудах утверждал пантеизм и теорию о переселении душ, он говорил, что Бог вселился в Али ибн Абу Талиба, а затем божественность передавалась из поколения в поколение, пока не вселилась в аль-Хакима. Ад-Дарази и Хамза ибн Али до начала противоречий между ними были единодушны в поклонении аль-Хакиму.
Аз-Захаби так описывал ад-Дарази:

Он заявил о божественности аль-Хакима и был убит за это.
— Сияр Алам ан-нубала